# Saint-Alexandre (Gard)
Saint-Alexandre település Franciaországban, Gard megyében. Lakosainak száma 1250 fő (2022. január 1.). Saint-Alexandre Carsan, Pont-Saint-Esprit, Saint-Gervais, Saint-Nazaire, Vénéjan és Mondragon községekkel határos.

## Népesség
A település népessége az elmúlt években az alábbi módon változott:
| Lakosok száma | 517  | 664  | 955  | 1066 | 1122 | 1186 | 1232 | 1242 | 1245 | 1250 |
|               | 1968 | 1982 | 1990 | 2006 | 2013 | 2015 | 2017 | 2019 | 2020 | 2022 |